# Герберт Гіртон Дейньян
Герберт Гіртон Дейньян (англ. Herbert Girton Deignan; 5 грудня 1906 — 15 березня 1968) — американський орнітолог, який багато працював над птахами Таїланду.

## Біографія
Дейньян народився в Нью-Джерсі, в сім'ї Гаррі Френсіса та Анни Галени. Він виріс у Пенсільванії та навчався в Мерсерсбурзькій академії, а потім поїхав до Принстона, де отримав ступінь бакалавра мистецтв у 1928 році. Він рано зацікавився птахами і зв'язався з Чарльзом Роджерсом, куратором Принстонської колекції. Він зацікавився Таїландом і після закінчення навчання влаштувався викладачем англійської мови в коледж Чіангмая на півночі Сіаму. Він залишався там з 1928 по 1932 рік, збираючи птахів у цьому регіоні та відправляючи до Чарльза Роджерса в Принстоні.
Дейньян повернувся до Сполучених Штатів у 1932 році. Завдяки Александеру Ветмору він тимчасово працював у Національному музеї США. Потім він обіймав посаду в Бібліотеці Конгресу з 1934 по 1935 рік, і його знайомство з азійськими мовами допомогло індексувати каталоги бібліотечних фондів на санскриті і тайських мовах. Він повернувся до Чіангмая на свою посаду, і залишився там з 1935 по 1937 рік, протягом якого він зібрав велику колекцію птахів для Національного музею природознавства (USNM). У 1938 році призначений науковим помічником відділу птахів при USNM. У 1940 році він отримав звання помічника куратора, у 1942 році — заступника куратора, а в 1959 році — куратора. Дейньян вийшов на пенсію в 1962 році.
Дейньян став членом Американського орнітлогічного союзу у 1923 році, а в 1946 році став довічним стипендіатом і працював секретарем з 1959 по 1961 рік. Він опублікував таксономічні перегляди, каталоги колекцій і описи птахів з різних частин світу, особливо Південно-Східної Азії.

## Данина
Вид риб Acheilognathus deignani назвав Г'ю Маккормік Сміт у 1945 році на честь Дейньяна, який зібрав типовий зразок.
Дейньян також згадується в науковій назві виду шрі-ланкійської ящірки Lankascincus deignani яку назвав Едвард Гаррісон Тейлор.